# Les Spectacles de Paris

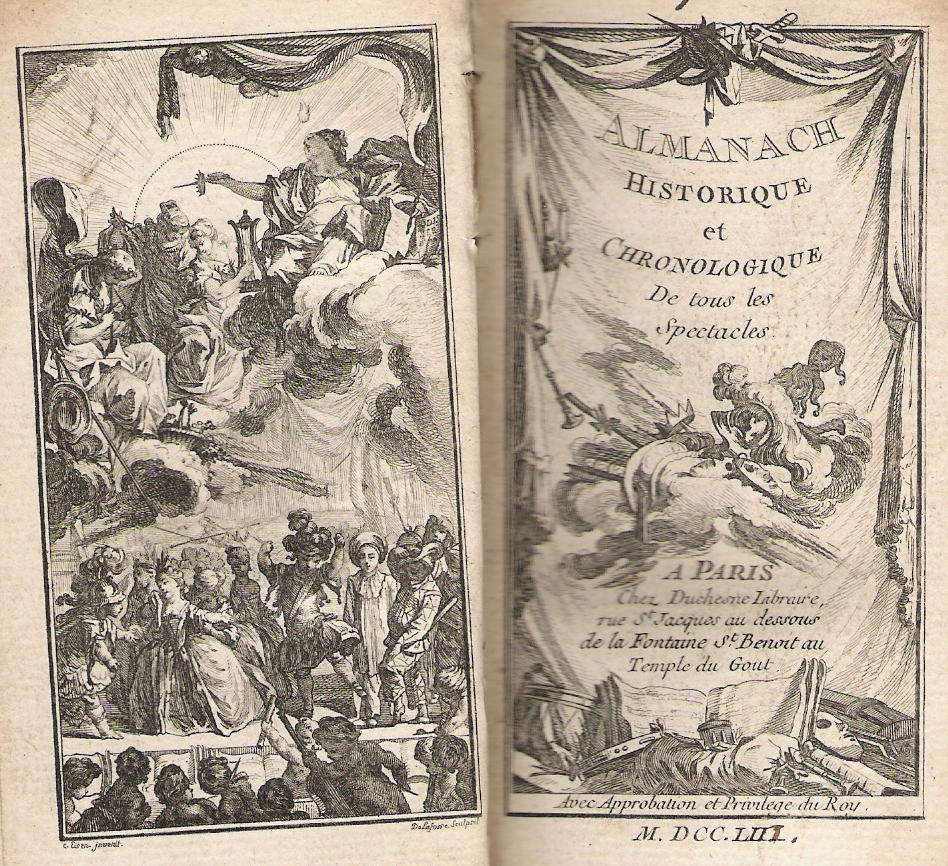
Les Spectacles de Paris, 1753.

Les Spectacles de Paris var en berömd teateralmanacka som gavs ut i Paris mellan 1751 och 1797. Den räknade upp teatrar, dess artister och föreställningar under ett år. Det var en vanlig och populär form av almanackslitteratur under samtiden. 
Tidskriften ändrade namn ett flertal gånger under sin existens: 
- 1751 : Calendrier historique des théâtres de l'Opéra, et des Comédies Françoise et Italienne et des Foires
- 1752 : Almanach historique et chronologique de tous les spectacles
- 1753 : Calendrier historique des théâtres de l'Opéra, et des Comédies Françoise et Italienne et des Foires
- 1754 : Les Spectacles de Paris, ou suite du Calendrier historique et chronologique des théâtres
- 1763 : Les Spectacles de Paris, ou Calendrier historique & chronologique des théâtres
- 1791 : Almanach général de tous les spectacles de Paris et des provinces
- 1792 : Les Spectacles de Paris, et de toute la France, ou Calendrier historique & chronologique des théâtres.

Den föregicks av Almanach des théâtres (1744-45) och följdes av en mängd teateralmenackor under 1800-talet. 